# Internazionali di Tennis Verona 2021
Gli Internazionali di Tennis Verona 2021 sono stati un torneo maschile di tennis giocato sulla terra rossa. Era la 1ª edizione del torneo, facente parte della categoria Challenger 80 nell'ambito dell'ATP Challenger Tour 2021. Si è giocato all'Associazione Tennis Verona di Verona, in Italia, dal 16 al 22 agosto 2021.

## Partecipanti

### Teste di serie
| Nazionalità | Giocatore        | Ranking* | Testa di serie |
| ----------- | ---------------- | -------- | -------------- |
| Spagna      | Carlos Taberner  | 106      | 1              |
| Kazakistan  | Dmitry Popko     | 181      | 2              |
| Italia      | Paolo Lorenzi    | 189      | 3              |
| Danimarca   | Holger Rune      | 191      | 4              |
| Regno Unito | Jay Clarke       | 219      | 5              |
| Francia     | Maxime Janvier   | 235      | 6              |
| Italia      | Lorenzo Giustino | 236      | 7              |
| Portogallo  | Gastão Elias     | 239      | 8              |

* Ranking al 9 agosto 2021.

### Altri partecipanti
I seguenti giocatori hanno ricevuto una wild card per il tabellone principale:
- Marco Bortolotti
- Fletcher Scott
- Giulio Zeppieri

Il seguente giocatore è entrato in tabellone come special exempt:
- Orlando Luz

Il seguente giocatore è entrato in tabellone come alternate:
- Filippo Baldi

I seguenti giocatori sono passati dalle qualificazioni:
- Nerman Fatić
- Francesco Forti
- Matija Pecotić
- Matheus Pucinelli de Almeida

## Punti e montepremi
| Torneo    | Torneo              | V     | F     | SF    | QF    | 2T  | 1T  | Q | Q2  | Q1  |
| Singolare | Punti               | 80    | 48    | 29    | 15    | 7   | 0   | 4 | 1   | 0   |
| Singolare | Premi in denaro (€) | 6 190 | 3 650 | 2 160 | 1 260 | 730 | 450 | – | 225 | 115 |
| Doppio    | Punti               | 80    | 48    | 29    | 15    | –   | 0   | – | –   | –   |
| Doppio    | Premi in denaro (€) | 2 670 | 1 550 | 930   | 550   | –   | 310 | – | –   | –   |

## Campioni

### Singolare
Holger Rune ha sconfitto in finale  Nino Serdarušić con il punteggio di 6–4, 6–2.

### Doppio
Sadio Doumbia /  Fabien Reboul hanno sconfitto in finale  Luca Margaroli /  Gonçalo Oliveira con il punteggio di 7–5, 4–6, [10–6]